# Королева пустыни
«Королева пустыни» (англ. Queen of the Desert) — кинофильм режиссёра Вернера Херцога, вышедший на экраны в 2015 году. Лента основана на биографии британской писательницы, путешественницы, разведчицы и политического консультанта Гертруды Белл. Фильм принимал участие в конкурсной программе Берлинского кинофестиваля.

## Сюжет
Молодая Гертруда Белл, дочь богатых родителей, не испытывает никакого интереса к жизни лондонского света; балы, приёмы и британская аристократия навевают на неё лишь скуку. Стремясь хоть к какой-то деятельности, Гертруда отправляется к своему дяде, который занимает высокий дипломатический пост в Тегеране. Здесь девушка не только знакомится с Востоком, но и влюбляется в молодого сотрудника посольства Генри Кадогана. Однако их роман длится недолго: родители считают молодого человека недостаточно хорошей партией для своей дочери и запрещают им жениться. В отчаянии Генри накладывает на себя руки. После этой трагедии Гертруда полностью посвящает себя писательству и исследованию Ближнего Востока…

## В ролях
- Николь Кидман — Гертруда Белл
- Джеймс Франко — Генри Кадоган
- Дэмиэн Льюис — Ричард Доти-Уайли
- Роберт Паттинсон — Т. Э. Лоуренс
- Дженни Эгаттер — Флоренс Белл
- Холли Эрл — Флоренс Лашель
- Джей Абдо — Фатту
- Марк Льюис Джонс — Фрэнк Лашель
- Бет Годдард — тётя Лашель
- Дэвид Колдер — Хью Белл
- Софи Линфилд — Джудит Доти-Уайли
- Кристофер Фулфорд — Уинстон Черчилль